# Afromorgus frater
Afromorgus frater är en skalbaggsart som beskrevs av Riccardo Pittino 2005. Afromorgus frater ingår i släktet Afromorgus och familjen knotbaggar. Inga underarter finns listade i Catalogue of Life.